# 北滘镇
北滘镇，是順德的一個鎮，古称“百滘”，意为“百河交错、水网密集”。建制于1959年，現時由廣東省佛山市管轄，位處順德东北部，全镇总面积约92平方公里，辖19个村（社区），广州主城区、佛山新城、顺德主城区三城的交汇处，順德區第二大鎮。
北滘镇地理位置优越，水陆交通便利，区域内及外围有广珠西线（太澳高速）、佛山一环、广珠轻轨（北滘镇、碧江站）、广州南站等交通设施连接穗港澳及华中地区。全镇总面积92平方公里，常住人口约37.7万人，户籍人口约16.6万人。下辖10个居委会10个村委会。是“全国特色小城镇”、“全国重点镇”、“中国家电制造业重镇”、“国家卫生镇”、“国家级生态乡镇”、“全国安全社区”。北滘镇荣获“2019年中国百强乡镇第18名”。

## 行政区划
现辖：
北滘社区、碧江社区、林头社区、广教社区、三洪奇社区、槎涌社区、碧桂园社区、顺江社区、君兰社区、黄龙村、莘村、水口村、马龙村、上僚村、西滘村、高村、桃村、西海村、三桂村和设计城社区。

## 铁路车站

### 地铁车站
- █广州地铁7号线：美的站、北滘公园站、美的大道站
- █佛山地铁3号线：潭洲会展站、北滘西站、高村站、北滘公园站、广教站

### 城际车站
- 广珠城际铁路：碧江站、北滘站
- 广佛环线：北滘西站

## 中国传统村落
2012年，碧江村被评为首批“中国传统村落”。